# نیروهای آزادی‌بخش عفرین
نیروهای آزادی‌بخش عفرین (به کردی: Hêzên Rizgariya Efrînê, HRE، به عربی: قوات تحریر عفرین، به انگلیسی: Afrin Liberation Forces) که به اختصار HRE نیز امیده می‌شود، یک نیروی مقاومت شبه‌نظامی است که به دنبال اشغال شهر و منطقهٔ کردنشین عفرین توسط ارتش ترکیه و نیروهای نزدیک به آن در ماه مارس ۲۰۱۸ تأسیس شده‌است. نیروهای آزادی‌بخش عفرین که بدنهٔ آن با حمایت نیروهای دموکراتیک سوریه از مردم بومی منطقهٔ عفرین تشکیل شده که پس از اشغال عفرین آواره شده‌اند، از آن زمان به انجام عملیات‌های نظامی علیه نیروهای ارتش ترکیه و متحدانش پرداخته و مبارزه با نیروهای مسلح تحت حمایت ترکیه و نیروهای ارتش ترکیه را تا آزادی عفرین، بازگشت مردم بومی بدان و تأسیس مجدد خودمدیریتی دموکراتیک در آن منطقه هدف خود اعلام کرده‌است.
در سپتامبر ۲۰۲۱ یوسف حمود سخنگوی گروه موسوم به ارتش ملی سوریه که از نیروهای تحت‌الحمایۀ ترکیه تشکیل شده‌است اذعان کرد که نیروهای آزادی‌بخش عفرین با استفاده از تاکتیک‌های جنگ پارتیزانی به «یک مشکل بزرگ» برای ترکیه و نیروهای تحت‌الحمایۀ این کشور برای حکومت‌گری در عفرین تبدیل شده‌اند.

## عملیات‌های نیروهای آزادیبخش عفرین
- روز ١٧ ژانویهٔ ۲۰۱۹ (٢٧ دی ۱۳۹۷) نیروهای آزادیبخش عفرین به ایست بازرسی گروه احرار الشام و ارتش ترکیه حمله کردند. بنا بر اعلامیه‌ای که از سوی نیروهای آزادیبخش منتشر کرده‌اند، در این عملیات ۲ ارتشی ترکیه کشته شده و ۵ عضو احرار الشام نیز زخمی شده‌اند.[۳]
- در روزهای ۱۸ و ۱۹ ژانویهٔ ۲۰۱۹ (۲۸ و ۲۹ دی ۱۳۹۷) نیروهای آزادیبخش عفرین به انجام زنجیره‌ای از حملات ضربتی در مناطق مختلف عفرین ازجمله شراوا کردند، که بر آن بیش از ۱۶ نفر از نیروهای مسلح متعلق به گروه‌های تیپ حمزه و فیلق الرحمن کشته شدند.[۱]
- در ۱۹ مارس ۲۰۲۱ و در سومین سالروز اشغال عفرین، ‌نیروهای آزادیبخش عفرین اعلام کردند که در عملیات‌هایی که در روزهای اخیر انجام داده‌اند دو سرباز ترکیه و سه عضو گروه‌های شبه‌نظامی تحت حمایت ترکیه کشته و چند خودوروی نظامی نیز منهدم شده‌اند. همچنین در همان روز اعلام شد که یکی از اعضای نیروهای آزادیبخش عفرین نیز به نام «گلستان زهیر ابراهیم» با نام سازمانی «روکَن زردشت» در روز ۱۷ مارس ۲۰۲۱ در همین عملیات‌ها کشته‌شده‌است.[۴]
- نیروهای آزادیبخش عفرین در ۷ مه ۲۰۲۱ اعلام کردند که در روزهای ۲۸ تا ۳۰ آوریل ۲۰۲۱ عملیات‌هایی را به انجام رسانده‌اند که طی آن‌ها یک نظامی و ۴ مزدور ترکیه کشته شده و یک نظامی و ۵ مزدور دیگر زخمی گردیده‌اند. در روز ٢٨ آوریل عملیاتی در روستای برج حیدر در بخش شراوا از توابع عفرین انجام شده که طی آن ٢ نفر از نیروهای تحت‌الحمایۀ ترکیه کشته و دو خودروی آنان نیز منهدم گردیده‌است. در عملیات دیگری در همان روز در مرکز شهر عفرین یک نظامی ترکیه و یک نیروی تحت‌الحمایۀ ترکیه کشته و یک نظامی و یک مزدور دیگر زخمی شده‌اند. علاوه بر این طی عملیاتی در روز ٣٠ آوریل در روستای خیلانکا نیز یک مزدور کشته و ٢ مزدور زخمی شده‌اند.[۵]
- نیروهای آزادیبخش عفرین در ۱ ژوئن ۲۰۲۱ اعلام کردند که در عملیات‌هایی که طی روزهای ٢۶ تا ٣١ مه ۲۰۲۱ انجام داده‌اند دست‌کم ۵ نیروی ارتش ترکیه کشته شده و ٩ تن دیگر زخمی شده‌اند. بر اساس این اعلامیه طی عملیات انفجاری در مسیر جادۀ راجو در روز ٢۶ مه ٣ نیروی ارتش ترکیه کشته و ٧ نیرو نیز زخمی شده‌اند. همچنین در روز ٢٧ مه در نزدیکی روستای براده در بخش شراوا، یک نیروی تحت‌الحمایۀ ترکیه توسط تک‌تیراندازهای نیروهای آزادیبخش عفرین کشته شده‌است. علاوه بر این در یک در عملیات ویژه در روز ٣٠ مه نیز که در روستای تل مالد از توابع شهرک مارع انجام شده یک نیروی تحت‌الحمایۀ ترکیه کشته و دو نفر نیز زخمی شده‌اند و یک خودروی دوشکاسوار نیز منهدم شده‌است. مطابق با این این بیانیه در روز ٣١ مه یک عملیات در روستای تل مالد شهرک مارع و یک عملیات انفجاری نیز در روستای قتمه بخش شرا انجام شده که نتایج آن محرز نشده و از تعداد کشته و زخمی‌های احتمالی آن آمار دقیقی در دست نیست.[۶]
- نیروهای آزادیبخش عفرین در روز ۱۸ ژوئن ۲۰۲۱ اعلام کردند که طی عملیات‌هایی که بین روزهای ۶ تا ۱۵ ژوئن انجام داده‌اند ۱۱ نیروی تحت‌الحمایۀ ترکیه کشته‌شده و ۱۳ تن ا زآنان نیز زخمی شده‌اند. بر اساس این بیانیه در عملیاتی که در روز ۶ ژوئن در مسیر جادۀ جندرس انجام شده یک نیروی ترکیه کشته شده‌است. روز ٧ ژوئن عملیاتی ویژه در در شهرک راعی بخش باب انجام شده که در نتیجۀ آن ٣ نیروی تحت‌الحمایۀ ترکیه کشته شده، ٩ تن زخمی شده و یک دستگاه موتورسیکلت نیز منهدم شده‌است. روز ۸ ژوئن در یک عملیات انفجاری در محلۀ محمودیۀ شهر عفرین ۲ نیروی تحت‌الحمایۀ ترکیه زخمی شده و به خودروی انان خسارت وارد شده‌است. روز ١١ ژوئن در روستای تل جبرین بخش اعزاز به مواضع ارتش ترکیه حمله شده که طی آن ٣ نیروی تحت‌الحمایۀ ترکیه کشته شده و یک تن زخمی شده‌است. روز ١٢ ژوئن در جرابلس عملیاتی انجام شده که طی آن یک سردستۀ نیروهای تحت‌الحمایۀ ترکیه به نام فیصل خلیل کشته شده و یک تن زخمی شده‌است. در ١۵ ژوئن عملیاتی انفجاری در در روستای کفرجنه بخش شرا انجام شده که طی آن ٣ نیروی تحت‌الحمایۀ ترکیه کشته شده و یک خودرو منهدم شده‌است.[۷]
- در ۲۶ ژئن ۲۰۲۱ نیروهای آزادیبخش عفرین از کشته شدن ۷ نیروی تحت‌الحمایۀ ترکیه در عملیات‌هایی خبر دادند که طی روزهای ۱۹ تا ۲۴ ژوئن توسط اعضای این گروه انجام شده‌است. بر اساس این اعلامیه در روز ۱۹ ژوئن نیروهای آزادیبخش عفرین در مارع به یک پایگاه نظامی در حال ساخت ارتش ترکیه حمله کردند که طی آن یک سرباز ارتش و یک کارمند دولت ترکیه کشته شده، یک خودرو منهدم شده و به یک خودروی دیگر نیز خسارت وارد آمده‌است. در روز ۲۰ ژوئن به گردهمایی نیروهای تحت‌الحمایۀ دولت ترکیه در مارع حمله شده که در نتیجۀ آن تعدادی نامشخص کشته و زخمی و یک خودرو منهدم شده‌است. در همان روز طی حمله‌ای به گروهی به نام آصفه وشمال روستای عمر سمو از توابع منطقۀ شرا، سه نیروی تحت‌الحمایۀ ترکیه کشته، یک نفر مجروح، یک خودرو منهدم و پایگاه آن‌ها نیز تخریب شده‌است. در روز ۲۴ ژوئن عملیاتی علیه گروهی از نیروهای تحت‌الحمایۀ ترکیه در روستای کفر خوشر از توابع اعزاز انجام شد که در نتیجۀ آن ۲ نیروی تحت‌الحمایۀ ترکیه کشته و ۲ نفر زخمی شدند و محل فعالیت آنان نیز تخریب شد.[۸]
- بنابر اعلام مرکز رسانۀ نیروهای رهایی‌بخش عفرین در روز ۲ ژوئن ۲۰۲۱، طی عملیات‌هایی که در فاصلۀ روزهای ٢۶ تا ٣٠ ژوئن انجام شده ۱۰ نیروی تحت‌الحمایۀ ترکیه کشته شده و ۴ تن زخمی شده‌اند. در یک عملیات انتخاری در روز ٢۶ ژوئن یک برجک دیدبانی در شهر مارع هدف قرار داده شده که طی آن یک نفر کشته شده‌است. در همان روز عملیات انفجاری در میدان کاوۀ آهنگر عفرین انجام شده که طی آن یک سردستۀ نیروهای تحت‌الحمایۀ ترکیه و دو نیروی دیگر آن‌ها کشته شده و ۴ تن دیگر زخمی شدند و ٢ خودرو نیز منهدم شده‌است. نتیجۀ عملیاتی که علیه یک پایگاه ارتش ترکیه در روستای دابق از توابع شهرک مارع در روز ٢٧ ژوئن انجام شده مشخص نشده‌است. در روز ۲۹ ژوئن علیه یک پایگاه نیروهای تحت‌الحمایۀ ترکیه عملیاتی انجام شده که طی آن ۵ نفر از این نیروها کشته شده‌اند. همچنین در روز ٣٠ ژوئن نیز یک نیروی تحت‌الحمایۀ ترکیه در روستای کفر کلبین از توابع شهر اعزاز توسط تک‌تیرانداز کشته شده و در شهرک مارع نیز یک خودرو حامل دوشکا در یک عملیات انفجاری منهدم شده‌است.[۹]
- نیروهای آزادیبخش عفرین در ۵ ژوئیۀ ۲۰۲۱ با انتشار بیلان عملیات‌های خود اعلام کردند که در نتیجۀ فعالیت‌های آنان در ۶ ماهۀ اول سال ۲۰۲۱ در مجموع ۳۱ سرباز ارتش ترکیه، دو جاسوس سازمان میت، ۷۹ نیروی تحت‌الحمایۀ ترکیه (در مجموع ۱۱۲ نفر) کشته شده‌اند و ۸۳ سرباز و نیروی تحت‌الحمایۀ دیگر نیز مجروح شده‌اند. در این عملیات‌ها همچنین ۲۶ خودروی زره‌پوش و نظامی، یک کارگاه و چهار پایگاه نظامی ترکیه نیز منهدم شده‌است.[۱۰]
- در ۲۱ اوت ۲۰۲۱ نیروهای آزادیبخش عفرین اعلام کردند که در جریان عملیات‌هایی که طی روزهای ۱۴ تا ۱۹ اوت ۲۰۲۱ انجام داده‌اند مجموعاً ۵ نظامی ارتش ترکیه و ٣ نیروی تحت‌الحمایۀ آنان کشته و دست‌کم ٣ نیروی تحت‌الحمایۀ ترکیه نیز زخمی شده‌اند.[۱۱]

## حملات به مواضع نیروهای آزادی‌بخش عفرین
- بامداد روز دوشنبه ۱۰ ژوئن ۲۰۱۹ (۲۰ خرداد ۱۳۹۸) یک گروه از نیروهای تحت‌الحمایهٔ ترکیه موسوم به سپر فرات در حومه جنوب غرب شهر اعزاز و شهرک مریمین، به مواضع نیروهای آزادی‌بخش عفرین و نیز نیروهای ارتش سوریه حمله کردند، که در شهرک‌های المالکیه و شوارغه مستقر شده‌بودند. این حملات با پشتیبانی یگان توپخانهٔ ارتش ترکیه حدود یک ساعت به طول انجامید و در نهایت بدون رسیدن به نتیجه‌ای ناکام ماند.[۱۲]